# Blohm & Voss BV 138
El Blohm & Voss BV 138 Seedrache (‘dragón marino’ en alemán) fue un hidroavión alemán de la Segunda Guerra Mundial que sirvió en la Luftwaffe como avión de reconocimiento marítimo de largo alcance. Se construyeron un total de 279 BV 138 entre 1938 y 1943. Este fue el primer diseño de hidroavión construido por Hamburger Flugzeugbau GmbH bajo la dirección del ingeniero jefe doctor Richard Vogt.

## Diseño y desarrollo

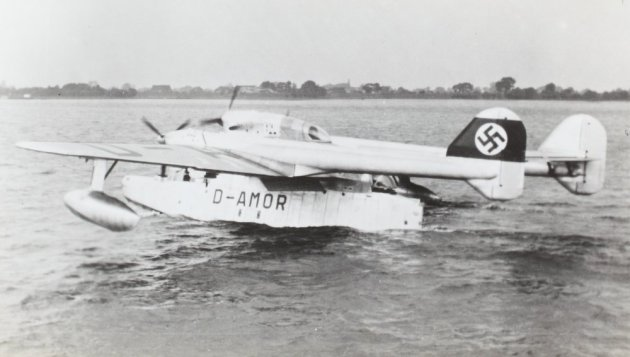
Blohm & Voss BV 138

El diseño de este hidroavión fue designado al principio como HA 138; los tres prototipos del diseño bimotor original debían ser propulsados por motores de 1000 CV, fabricados en cada caso por empresas diferentes para su evaluación relativa, sin embargo, los retrasos del desarrollo impusieron un nuevo diseño a fin de instalar tres motores Junkers Jumo 205C de 650 CV.
Casi dos años después de terminarse la maqueta, el primer prototipo HA 138 V1 realizó su primer vuelo, el 15 de julio de 1937. Un segundo prototipo Ha 138 V2, con un diseño de casco modificado, a partir de noviembre participó en el programa de pruebas en el centro de Travemünde , pero pronto el avión mostró ser inestable, lo mismo hidrodinámicamente que aerodinámicamente; las modificaciones de las superficies verticales de cola no llegaron a mejorar las prestaciones adecuadamente y se emprendió un radical cambio de diseño.
De ello resultó el BV 138A, que adoptó el sistema de designación de la casa central Blohm & Voss. Se amplió mucho el casco, se perfeccionaron las superficies de deslizamiento y se emplearon largueros de cola bastante más gruesos para sostener unas superficies de cola revisadas. Siguieron al prototipo cinco ejemplares de preproducción BV 138A-0, y luego las unidades de serie, utilizadas por la Luftwaffe en misiones de reconocimiento, que entraron en acción por primera vez en la Campaña de Noruega de 1940.
Los aparatos de preproducción fueron denominados BV 138A-0 a BV 138A-05 y cada uno de ellos estaba impulsado por diversas plantas motrices con potencias que iban desde los 650 CV a los 1000 CV. Finalmente se eligió el motor diésel Junkers Jumo 250D, de 880 CV, comenzándose la producción del BV 138B-1.
En marzo de 1941 empezaron a entrar en servicio los primeros 227 ejemplares solicitados BV 138C-1, que iban armados con dos cañones MG 151/20 de 20 mm, uno en la torreta de proa y el otro en la de la popa, hasta tres ametralladoras MG 15 de 7,92 mm y una MG 131 de 13 mm en la parte posterior del motor central. Podía transportar bombas, minas o cargas de profundidad; o en su lugar, hasta diez pasajeros. La gran mayoría de los modelos C-1 fueron equipados con el radar de búsqueda FuG 200 Hohentwiel para misiones antibuque. Algunos de estos aviones fueron convertidos en dragaminas y denominados BV 138MS.

## Variantes
- Bv 138A-0

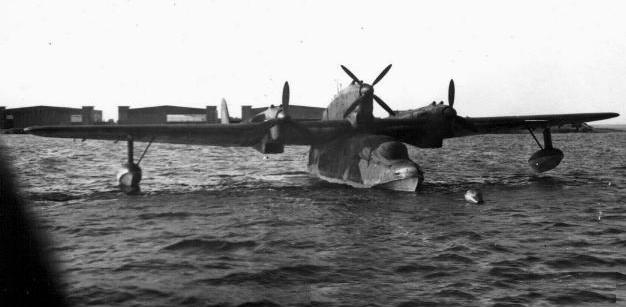
BV 138 anclado en el lago Siutghiol cerca de Constanza, Rumania, 1943.

- 1 prototipo y 5 unidades de preproducción (Bv 138-1 al Bv 138-6

- Bv 138A-1
- versión de serie inicial; realizó su primer vuelo en abril de 1940, se construyeron pocos ejemplares; su armamento comprendía un cañón de 20 mm en la torreta de proa y dos ametralladoras MG 15 de 7,92 mm, en dos posiciones abiertas situadas detrás de la góndola del motor central, a popa del casco (25 construidos)

- Bv 138B-1
- versión de estructura reforzada, desarrollada a partir de las modificaciones realizadas en el cuarto ejemplar Bv 138A de preserie, que pasó a denominarse Bv 138B-0; estaba accionado por tres motores Jumo 250D de 880 CV, y el armamento, revisado consistía en un cañón de 20 mm MG 151 en la torreta de proa, y otro en la posición de popa del casco; podía transportar una carga de 150 kg de bombas bajo la raíz del ala, a estribor (19 construidos)

- Bv 138C-1
- una ampliación posterior dio lugar a esta versión (aparecida en marzo de 1941), accionada por el motor Jumo 205D; el motor central tenía una hélice cuatripala, mientras los motores exteriores conservaban hélices tripalas, aunque más grandes; se añadió una ametralladora MG 131 de 13 mm, detrás de la góndola del motor central

- Bv 138MS
- versión de dragaminas desarrollada por conversión del Bv 138B-0 de preproducción; sin armamento y con anillo desmagnetizador de dural y equipo generador de campo magnético.

## Sobrevivientes
No existe ningún BV 138 completo hoy en día. Sin embargo, un avión que se había hundido en el estrecho de Øresund durante una exhibición aérea británica en la posguerra, fue reflotado en el año 2000 y actualmente se encuentra en exhibición en el Danmarks Tekniske Museum (Museo de Tecnología) en Elsinor, Dinamarca.

## Especificaciones

### Características generales
- Tripulación: 6
- Longitud: 19,9 m
- Envergadura: 27 m
- Altura: 6,6 m
- Superficie alar: 111,9 m²
- Peso vacío: 8.100 kg
- Peso cargado: 14.700 kg
- Planta motriz: 3× diésel lineales Junkers Jumo 205D.
  - Potencia: 880 cv cada uno.
- Hélices: 1× 3 por motor.

### Rendimiento
- Velocidad máxima operativa (Vno): 275 km/h
- Velocidad crucero (Vc): 235 km/h
- Alcance: 2400 km
- Techo de vuelo: 5.000 m
- Régimen de ascenso: 220 m/min
- Carga alar: 114,2 kg/m²

### Armamento
- Armas de proyectiles: 2 cañones MG 151/20 de 20 mm 
1 ametralladora MG 131 de 13 mm 
3 ametralladoras MG 15 de 7,92 mm

### Secuencias de designación
- Sistema de designación aeronaves del RLM: ← Ha 136 · Hü 136 · Ha 137 · BV 138 · Ha 139 · Ha 140 · BV 141 →

### Listas relacionadas
- Anexo:Aeronaves militares de Alemania en la Segunda Guerra Mundial
- Anexo:Hidroaviones y aviones anfibios